# Pallacanestro Treviso 2010-2011
Questa voce raccoglie le informazioni riguardanti la Pallacanestro Treviso nelle competizioni ufficiali della stagione 2010-2011.

## Stagione
La Pallacanestro Treviso 2010-2011, sponsorizzata Benetton, prende parte per la 27ª volta al campionato professionistico italiano di pallacanestro di Serie A e all'Eurocup.
All'inizio della nuova stagione la Lega Basket decise di modificare il regolamento riguardo al numero di giocatori stranieri da schierare contemporaneamente in campo. Si decise così di optare per la scelta della formula con 6 giocatori stranieri di cui massimo 2 non appartenenti a Paesi appartenenti alla FIBA Europe.

## Roster
| Giocatori |
| --------- |

|    | Naz.                                         | Ruolo | Sportivo            | Anno | Alt. | Peso |  |
| -- | -------------------------------------------- | ----- | ------------------- | ---- | ---- | ---- |  |
| 5  | Italia (bandiera)                            | PG    | Nicolò Cazzolato    | 1989 | 191  | 84   |  |
| 6  | Stati Uniti (bandiera)                       | GA    | Devin Smith         | 1981 | 198  | 111  |  |
| 7  | Serbia (bandiera)                            | G     | Stefan Marković     | 1988 | 197  | 102  |  |
| 9  | Italia (bandiera)                            | P     | Massimo Bulleri     | 1977 | 188  | 85   |  |
| 10 | Croazia (bandiera) · Italia (bandiera)       | C     | Sandro Nicević      | 1976 | 210  | 111  |  |
| 11 | Lituania (bandiera)                          | AG    | Donatas Motiejūnas  | 1990 | 216  | 97   |  |
| 15 | Italia (bandiera)                            | G     | Alessandro Gentile  | 1992 | 198  | 104  |  |
| 17 | Croazia (bandiera)                           | A     | Hrvoje Perić        | 1985 | 203  | 100  |  |
| 18 | Polonia (bandiera) · Italia (bandiera)       | AC    | Jakub Wojciechowski | 1990 | 214  | 107  |  |
| 19 | Stati Uniti (bandiera) · Svizzera (bandiera) | C     | Greg Brunner        | 1983 | 201  | 100  |  |
| -  | Italia (bandiera)                            | G     | Edoardo Cecchinato  | 1994 | 188  |      |  |
| -  | Italia (bandiera)                            | P     | Gianluca Contessa   | 1993 | 175  |      |  |
| -  | Italia (bandiera)                            | AG    | Ludovico De Paoli   | 1992 | 205  |      |  |
| -  | Italia (bandiera)                            | A     | Serigne Diuom       | 1994 | 194  |      |  |
| -  | Italia (bandiera)                            | AG    | Raphael Gaspardo    | 1993 | 207  | 100  |  |
| -  | Italia (bandiera)                            | G     | Daniele Masocco     | 1993 | 185  |      |  |
| -  | Rep. Ceca (bandiera) · Croazia (bandiera)    | G     | Armin Mazic         | 1993 | 199  | 90   |  |
| -  | Italia (bandiera)                            | AC    | Andrea Quarisa      | 1992 | 203  | 105  |  |
| -  | Italia (bandiera)                            | A     | Dino Repesa         | 1992 | 196  |      |  |
| -  | Italia (bandiera)                            | A     | Edoardo Rossetto    | 1994 | 196  |      |  |
| -  | Italia (bandiera)                            | G     | Paolo Zanatta       | 1992 | 195  |      |  |
| -  | Italia (bandiera)                            | G     | Alessandro Zanelli  | 1992 | 185  |      |  |

| Staff tecnico                 |
| ----------------------------- |
| Allenatore: Jasmin Repeša     |
| Assistente: Lino Frattin      |
| Assistente: Adriano Vertemati |

| Giocatori acquistati a stagione in corso |
| ---------------------------------------- |

|   | Naz.                   | Ruolo | Sportivo      | Anno | Alt. | Peso |  |
| - | ---------------------- | ----- | ------------- | ---- | ---- | ---- |  |
| 8 | Stati Uniti (bandiera) | C     | Brian Skinner | 1976 | 206  | 115  |  |

| Giocatori ceduti a stagione in corso |
| ------------------------------------ |

|    | Naz.                   | Ruolo | Sportivo       | Anno | Alt. | Peso |  |
| -- | ---------------------- | ----- | -------------- | ---- | ---- | ---- |  |
| 14 | Italia (bandiera)      | C     | Gino Cuccarolo | 1987 | 222  | 100  |  |
| 20 | Stati Uniti (bandiera) | G     | Ryan Toolson   | 1985 | 192  | 90   |  |

 Legabasket: Dettaglio statistico (archiviato dall'url originale l'8 luglio 2011)

## Mercato

### Sessione estiva
| Acquisti | Acquisti            | Acquisti           | Acquisti      | Acquisti |
| R.       | Nome                | da                 | Modalità      |          |
| -------- | ------------------- | ------------------ | ------------- | -------- |
| P        | Nicolò Cazzolato    | Ruvo di Puglia     | definitivo    |          |
| G        | Ryan Toolson        | Karşıyaka          | definitivo    |          |
| AP       | Devin Smith         | Panellīnios        | definitivo    |          |
| P        | Massimo Bulleri     | Olimpia Milano     | definitivo    |          |
| PG       | Stefan Marković     | Hemofarm Vršac     | definitivo    |          |
| C        | Gino Cuccarolo      | Virtus Siena       | fine prestito |          |
| A        | Hrvoje Perić        | Málaga             | prestito      |          |
| AC       | Jakub Wojciechowski | Brescia            | fine prestito |          |
| C        | Greg Brunner        | Sutor Montegranaro | definitivo    |          |

| Cessioni | Cessioni                | Cessioni         | Cessioni       | Cessioni |
| R.       | Nome                    | a                | Modalità       |          |
| -------- | ----------------------- | ---------------- | -------------- | -------- |
| G        | Daniel Hackett          | V.L. Pesaro      | fine contratto |          |
| G        | Davor Kus               | Fuenlabrada      | fine contratto |          |
| G        | K.C. Rivers             | Roanne           | fine contratto |          |
| P        | Andrea De Nicolao       | Lago Maggiore    | prestito       |          |
| AP       | Jasmin Hukić            | Donec'k          | fine contratto |          |
| AP       | Daniele Sandri          | Lago Maggiore    | prestito       |          |
| AC       | C.J. Wallace            | Gran Canaria     | fine contratto |          |
| P        | Bobby Dixon             | N.B. Brindisi    | fine contratto |          |
| AC       | Andrea Renzi (cestista) | Scaligera Verona | fine contratto |          |
| C        | Maurice Taylor          | Free agent       | fine contratto |          |
| ALL      | Fabio Corbani           | Free agent       | fine contratto |          |
| ALL      | Marcelo Nicola          | Free agent       | fine contratto |          |

### Dopo l'inizio della stagione
| Acquisti | Acquisti      | Acquisti        | Acquisti        | Acquisti   |
| R.       | Nome          | da              | Data            | Modalità   |
| -------- | ------------- | --------------- | --------------- | ---------- |
| C        | Brian Skinner | Milwaukee Bucks | 17 gennaio 2011 | definitivo |

| Cessioni | Cessioni       | Cessioni           | Cessioni         | Cessioni    |
| R.       | Nome           | a                  | Data             | Modalità    |
| -------- | -------------- | ------------------ | ---------------- | ----------- |
| C        | Gino Cuccarolo | Pall. Biella       | 21 gennaio 2011  | prestito    |
| G        | Ryan Toolson   | Sutor Montegranaro | 28 febbraio 2011 | rescissione |